# Hunedoara (distrito)
Hunedoara é um judeţ (distrito) da Romênia, na região da Transilvânia. Sua capital é a cidade de Deva.

## Demografia
Em 2002, possuía uma população de 485 712 habitantes e a densidade demográfica era de 69 hab./km².

### Grupos étnicos
- Romenos - 92,7%:[1]
- Húngaros - 5,2%
- Roms - 1,4%
- Alemães - 0,4%

### Evolução da população
| \| Ano \| População[2] \| \| ---- \| ------------ \| \| 1930 \| 319 929 \| \| 1948 \| 306 955 \| \| 1956 \| 381 902 \| \| 1966 \| 474 602 \| \| 1977 \| 514 436 \| \| 1992 \| 547 950 \| \| 2002 \| 485 712 \| |           |
| Ano | População |
| 1930 | 319 929   |
| 1948 | 306 955   |
| 1956 | 381 902   |
| 1966 | 474 602   |
| 1977 | 514 436   |
| 1992 | 547 950   |
| 2002 | 485 712   |

## Geografia

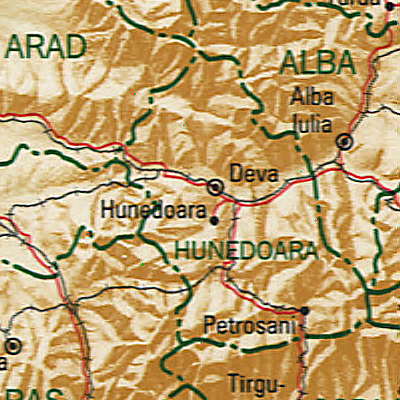
Mapa do distrito de Hunedoara.

E distrito possui área total de 7 063 km².
O relevo é composto principalmente de montanhas, divididas pelo vale do rio Mureş, que corta o distrito de leste a oeste. Ao norte estão os montes Apuseni e ao lado sul as montanhas dos Cárpatos Meridional, os Montanhas Parâng e os Montes Retezat-Godeanu: montanhas Oraştie e Surianu a sudeste, montanhas Retezat ao sul, e montanhas Poiana Ruscai a sudoeste.

### Limites
- Distrito de Alba a leste e norte;
- Distrito de Arad, Timiş e Caraş-Severin a oeste;
- Distrito de Gorj ao sul.

O distrito faz parte da Euro-região do Danúbio-Kris-Mures-Tisza.

## Economia
A indústria do distrito de Hunedoara está ligada a atividade de mineração da região. Nas montanhas, desde a antiguidade, os metais e o carvão são explorados. Hoje em dia existe um grande complexo industrial em Hunedoara.
As indústrias predominantes do distrito são:
- Indústria metalúrgica;
- Materiais de construção;
- Indústria têxtil;
- equipamentos para mineração;
- Indústria alimentícia.

Na década de 1990, grande quantidade de minas foram fechadas, deixando o distrito de Hunedoara com a mais alta taxa de desemprego da Romênia, ou seja, 9,6% em comparação com a taxa nacional de 5,5%.

## Turismo

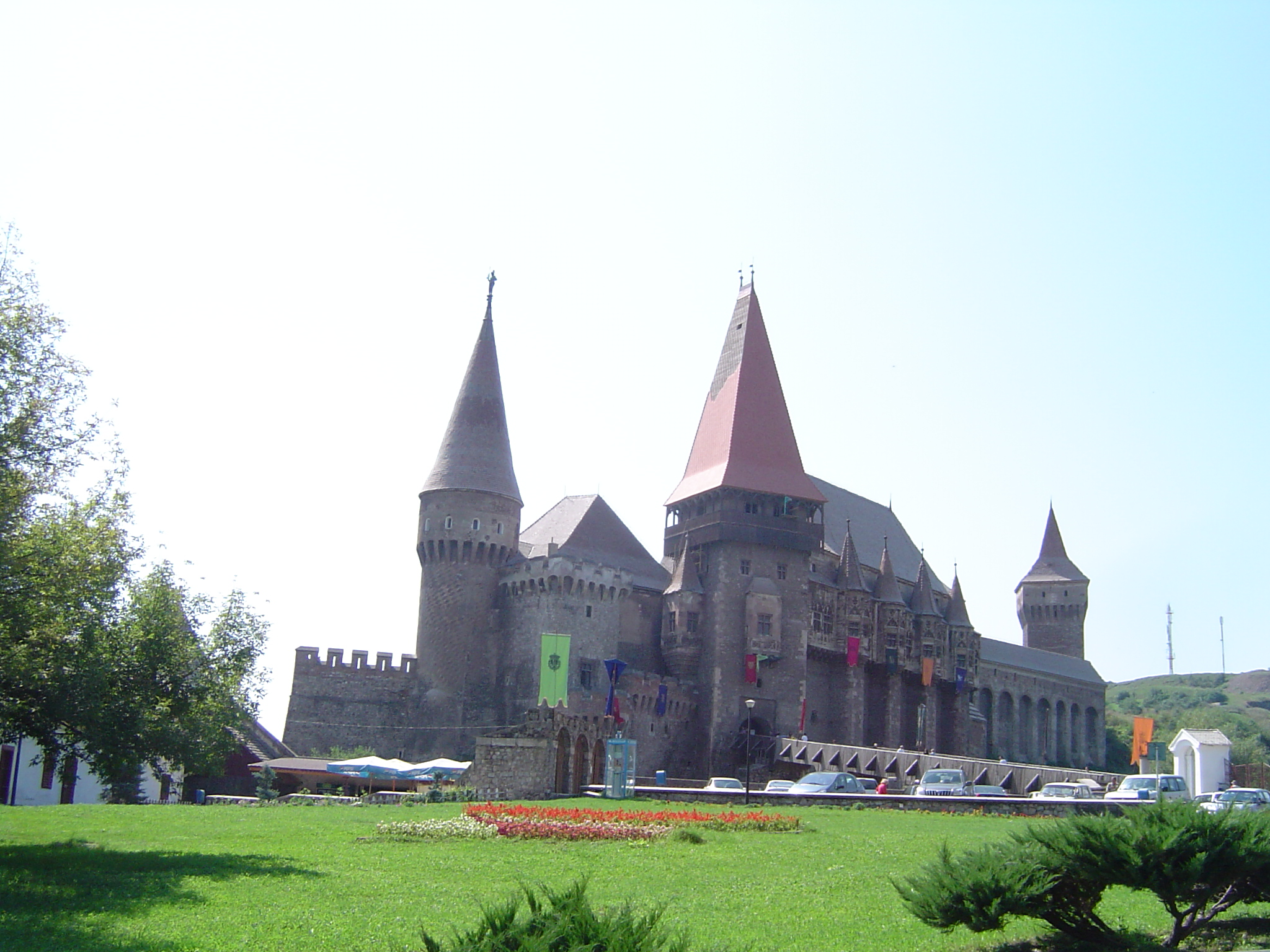
Castelo Hunyadi em Hunedoara

O Parque nacional de Retezat e outras regiões fazem de Hunedoara um dos mais belos distritos da Romênia. Podem-se encontrar assentamentos dos dácios e dos romanos nos montes Orăştie.
As principais atrações turísticas do distrito são:
- As fortalezas dácias dos montes Orăştie, que foram declaradas pela UNESCO Patrimônio Histórico da Humanidade na Europa em 1999;
- "Colônia Augusta Ulpia Traiana Dacica Sarmizegetusa: A capital da província romana da Dácia, a quarenta quilômetros da antiga Sarmizegetusa, a capital da Dácia;
- As construções medievais de Deva, Strei, Dobra;
- O Hunyadi, castelo medieval de Hunedoara.

## Divisões administrativas
O distrito possui 7 municípios, 7 cidades e 55 comunas.

### Municípios
- Deva - a capital; população: 69 257 habitantes (2007)
- Hunedoara, população 71 257 (2007)
- Brad, população 16 482 (2007)
- Lupeni, população 30 542 (2007)
- Orăştie, população 21 213 (2007)
- Petroşani, população 45 195 (2007)
- Vulcan, população 29 740 (2007)

### Cidades
| - Aninoasa - Călan - Geoagiu - Haţeg | - Petrila - Simeria - Uricani |

### Comunas
| - Baia de Criş - Balşa - Băniţa - Baru - Băcia - Băiţa - Bătrâna - Beriu - Blăjeni - Boşorod | - Brănişca - Bretea Română - Buceş - Bucureşci - Bulzeştii de Sus - Bunila - Burjuc - Cerbăl - Certeju de Sus | - Cârjiţi - Crişcior - Densuş - Dobra - General Berthelot - Ghelari - Gurasada - Hărău - Ilia | - Lăpugiu de Jos - Lelese - Lunca Cernii de Jos - Luncoiu de Jos - Mărtineşti - Orăştioara de Sus - Pestişu Mic - Pui - Rapoltu Mare | - Răchitova - Ribiţa - Râu de Mori - Romos - Sarmizegetusa - Sălaşu de Sus - Sântămăria-Orlea - Şoimuş - Teliucu Inferior | - Tomeşti - Topliţa - Toteşti - Turdaş - Vaţa de Jos - Vălişoara - Veţel - Vorţa - Zam |